# Oleksiki
Oleksiki (niem. Ollekschiken) – przysiółek wsi Chwostek w Polsce, położony w województwie śląskim, w powiecie lublinieckim, w gminie Herby.
W latach 1975–1998 przysiółek administracyjnie należał do województwa częstochowskiego.

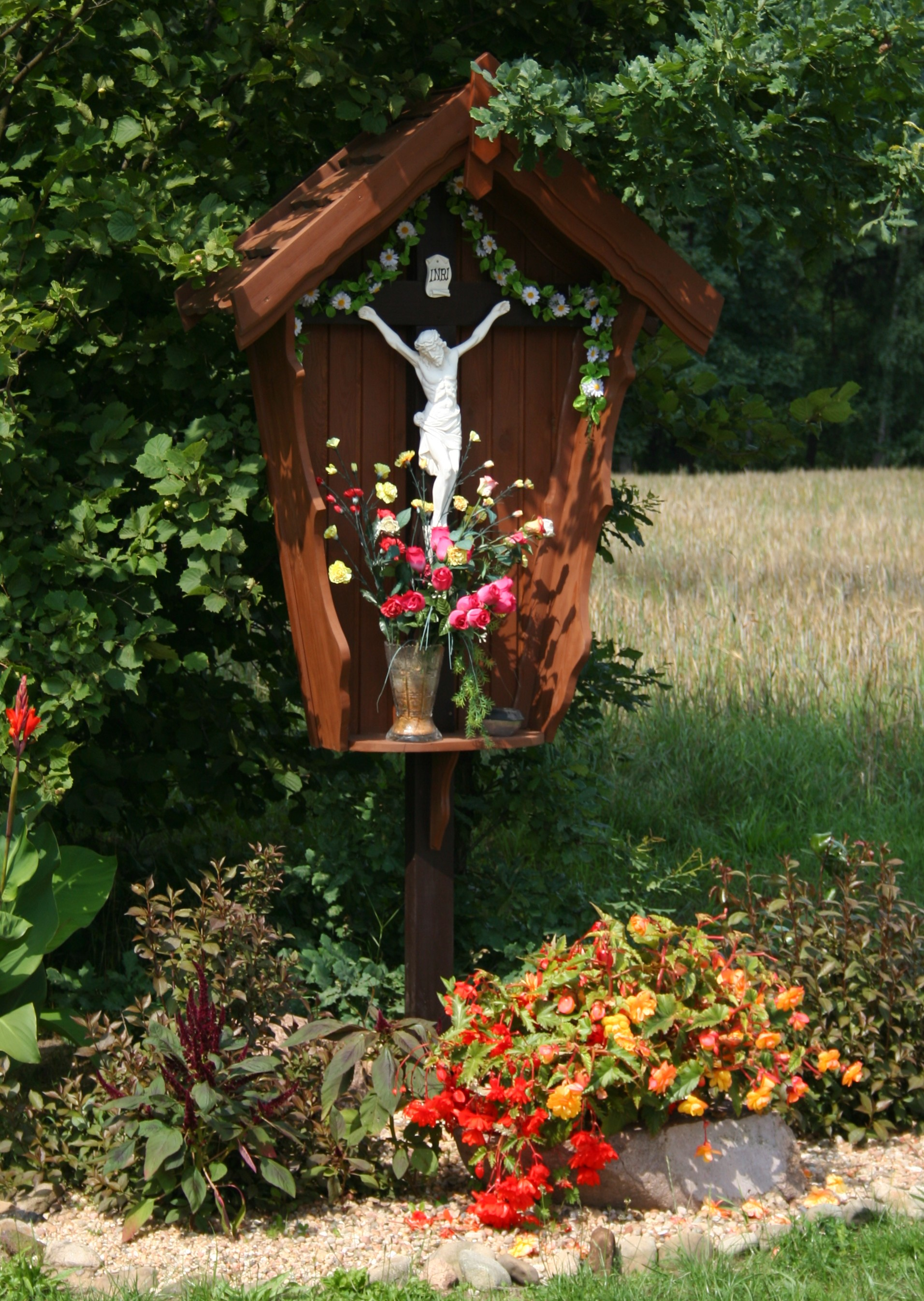
Kapliczka